# Chlorodes
Chlorodes là một chi bướm đêm thuộc họ Geometridae.

## Các loài
- Chlorodes boisduvalaria (Le Guillou, 1841)